# Brauerei Gutmann
Vous pouvez aider à l'améliorer ou bien discuter des problèmes sur sa page de discussion.
- Il ne cite pas suffisamment ses sources. Vous pouvez indiquer les passages à sourcer avec {{référence nécessaire}} ou {{Référence souhaitée}}, et inclure les références utiles en les liant aux notes de bas de page. (Marqué depuis avril 2021)
- Il contient une ou plusieurs listes. Le texte gagnerait à être rédigé sous la forme d’un ou plusieurs paragraphes synthétiques, afin d’être plus agréable à lire. (Marqué depuis avril 2021)

- Archive Wikiwix
- Bing
- Cairn
- DuckDuckGo
- E. Universalis
- Gallica
- Google
- G. Books
- G. News
- G. Scholar
- Persée
- Qwant
- (zh) Baidu
- (ru) Yandex
- (wd) trouver des œuvres sur Wikidata

La Brauerei Friedrich Gutmann est une brasserie à Titting.

## Histoire
En 1707, la brasserie est fondée par le prince-évêque d'Eichstätt, Johann Anton Knebel von Katzenelnbogen. En 1808, après la sécularisation, la brasserie devient la propriété du royaume de Bavière. En 1821, la brasserie est une propriété privée. De 1845 à 1855, elle appartient aux ducs de Leuchtenberg. En 1855, Michael Gutmann acquiert la brasserie pour un prix de 49 000 florins. La brasserie Hofmühl à Eichstätt appartient également à la famille Gutmann à cette époque. En 1913, pour la première fois, la bière blanche domine la production. La brasserie maintient toujours sa propre malterie aujourd'hui.

## Production
Plus de 90% des bières produites sont de la Weizenbier. Les Weizenbiers ne sont pas pasteurisées. Par conséquent, la durée de conservation des bières est nettement inférieure à celle des autres Weizenbiers stables pendant plus de 6 mois.
- Gutmann Spezial
- Gutmann Untergärig
- Gutmann Hefeweizen Hell
- Gutmann Hefeweizen Dunkel
- Gutmann Hefeweizen Leicht
- Gutmann Hefeweizen Alkoholfrei
- Gutmann Weizenbock